# أندرو ليندبرغ
أندرو ليندبرغ (بالإنجليزية: Andrew Lindberg)‏ هو شخصية أعمال أسترالي وبريطاني، ولد في 29 أبريل 1953 في إدنبرة في المملكة المتحدة.